# Olszyny (województwo łódzkie)
Olszyny – wieś w Polsce położona w województwie łódzkim, w powiecie piotrkowskim, w gminie Łęki Szlacheckie.
W latach 1975–1998 miejscowość położona była w województwie piotrkowskim.
Zobacz też: Olszyny, Olszyny-Kolonia